# Gościniec Niborski

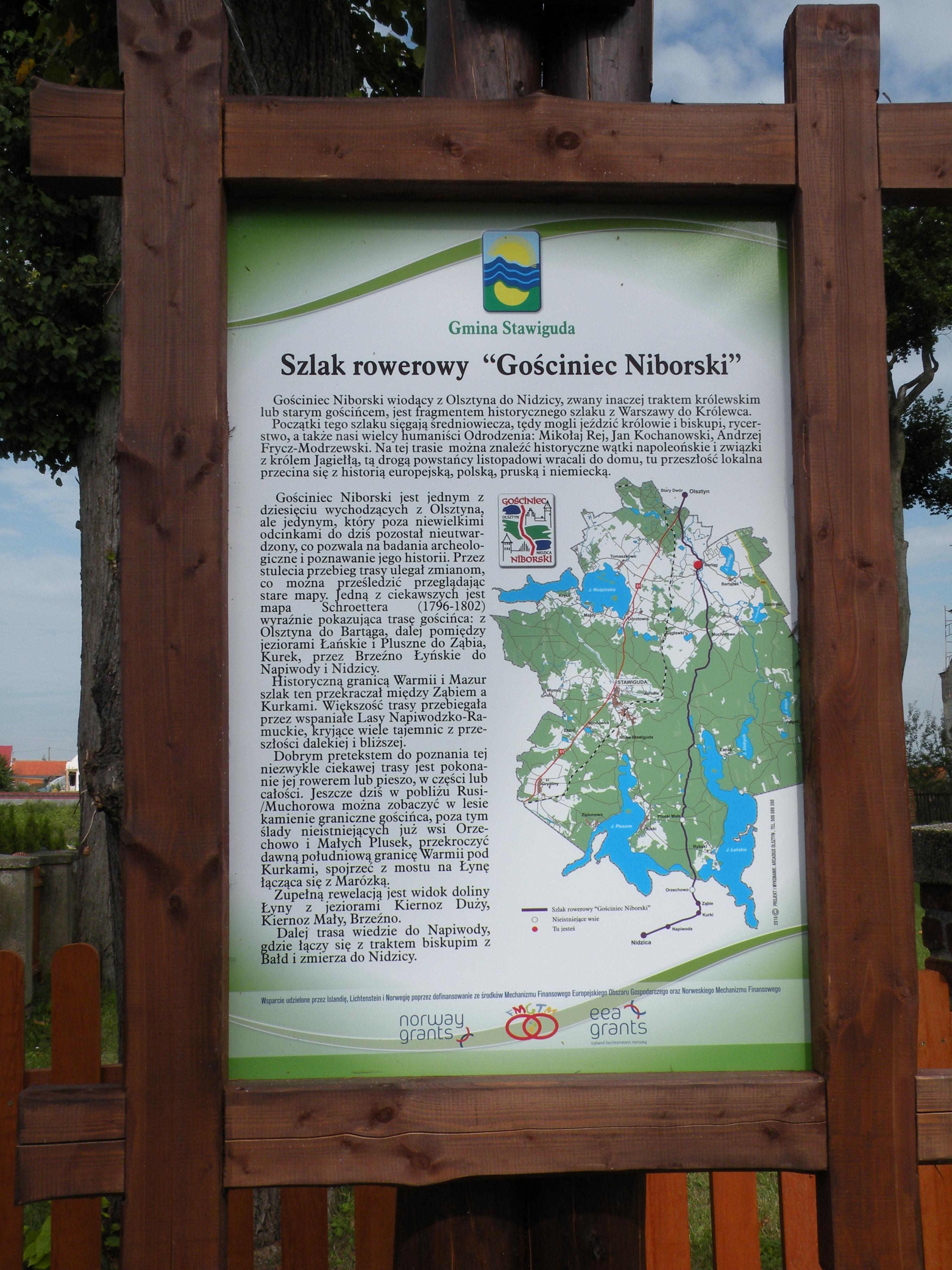
Tablica informacyjna o szlaku rowerowym w Bartągu

Gościniec Niborski (czasem określany także jako trakt nibordzki) – dawniej nazywany traktem królewskim lub starym gościńcem, dawny trakt komunikacyjny, biegnący z Olsztyna do Nidzicy (Nibork w gwarze warmińskiej), a dalej do granicy Prus z Polską. Gościniec niborski stanowił fragment histotycznego szlaku z Warszawy do Królewca. Obecnie zachowały się fragmenty tej drogi, lepiej rozpoznane na odcinku Bartąg i Ruś. Jest to jeden z nielicznych średniowiecznych traktów, który nie został zamieniony w asfaltowe drogi.
W 2010 trakt ten został uroczyście otwarty. Wykonano także szczegółowy opis trasy dla celów turystyki rowerowej (wydano drukiem mapkę z opisem i zdjęciami). Olsztyński PTTK przygotowuje oznakowanie dla trasy pieszej.